# Rue Gramat
La rue Gramat (en occitan : carrièra Gramat) est une voie de Toulouse, chef-lieu de la région Occitanie, dans le Midi de la France. Elle est réputée pour ses nombreuses fresques et graffiti, qui font partie d'un projet collectif.

## Situation et accès

### Description
La rue Gramat est une voie publique. Elle se trouve dans le quartier Arnaud-Bernard.
Elle naît perpendiculairement à la rue Arnaud-Bernard, au nord de la place des Tiercerettes, par un passage étroit de 3 mètres seulement. Dans ses parties les plus larges, elle atteint 6 mètres environ. Longue de 108 mètres, elle suit un parcours rectiligne, d'est en ouest, jusqu'à la rue Adolphe-Félix-Gatien-Arnoult au croisement de laquelle elle se termine.
La chaussée compte une seule voie de circulation automobile en sens unique, de la rue Adolphe-Félix-Gatien-Arnoult vers la rue Arnaud-Bernard. Elle appartient à une aire piétonne, où la circulation est réglementée et la vitesse y est limitée à 6 km/h. Il n'existe pas de bande, ni de piste cyclable, quoiqu'elle soit à double-sens cyclable.

### Voies rencontrées
La rue Gramat rencontre les voies suivantes, dans l'ordre des numéros croissants :
1. Rue Arnaud-Bernard
2. Rue Adolphe-Félix-Gatien-Arnoult

### Transports
La rue Gramat n'est pas directement desservie par les transports en commun Tisséo. Elle se trouve cependant à proximité du boulevard d'Arcole, parcouru par les lignes de Linéo L1L14 et de bus 294570. Elle se trouve à égale distance des stations de métro Compans-Caffarelli et Jeanne-d'Arc, sur la ligne .
Il se trouve également une station de vélos en libre-service VélôToulouse à proximité, dans la rue Adolphe-Félix-Gatien-Arnoult : la station no 55 (2 rue Gatien-Arnoult).

## Odonymie
La rue Gramat, petite rue étroite, a toujours porté le nom de certains propriétaires importants. Au XIVe siècle, elle était la rue de Cogossac ou d'En-Cogossac (en, « seigneur » en occitan), dont le nom fut déformé au siècle suivant en Congoysse. Au début du XVIe siècle, elle fut désignée comme la rue Jean-Melchi, avant que ce nom ne s'efface au profit de Gramat à la fin du même siècle. En 1794, pendant la Révolution française, on l'appela rue la Mémoire, mais ce nom disparut rapidement.

## Histoire

### Époque contemporaine
Historiquement, le quartier Arnaud-Bernard est celui par lequel le tag et le graff sont arrivés à Toulouse. En 1997, l’idée de refaire le crépi extérieur de la maison de quartier Arnaud-Bernard pousse à proposer l'idée d'une fresque collective.
Il sert aussi de point de départ pour le « Graff tours » (visite en bus des différents graffs de la ville) de l'office du tourisme.
D'après un graffeur toulousain participant à cette fresque, tout est parti d'une petite bande d'adolescents influencée par la culture américaine en 1980.
Pour arriver à ce projet de fresques, le Carrefour culturel Arnaud-Bernard est une association de la ville de Toulouse qui a pour but d'organiser des actions culturelles. Par exemple, elle est l'organisatrice du Forom des langues du monde et des repas de quartier.
Celle-ci a effectué deux ans et demi de travail de préparation avec des réunions publiques de concertation qui réunissaient les habitants du quartier et l'administration de la ville (maire, conseillers) afin de leur proposer une maquette de la rue repeinte qui sera soumise et acceptée par tous.

## Patrimoine et lieux d'intérêt

### Maisons
- no  1 : maison. 
Cette petite maison en corondage, d'une seule travée, est construite probablement au XVIIe siècle. Le pan de bois est masqué par l'enduit[9].
- no  1 bis : maison (XVIIe siècle)[10].

### Lycée Saint-Sernin
- no  8 : lycée Saint-Sernin[11].

### Fresques
En 2000 en partenariat avec la mairie de Toulouse et les habitants de la rue Gramat, une fresque a été peinte avec en préalable vingt cinq jours de préparation des façades,c'est-à-dire le nettoyage et l'application de peinture afin d'unifier les murs et de permettre une meilleure adhérence des graffs.
Voyant les murs de la rue dégradés par des tags fait illégalement, le carrefour cultuel d'Arnaud Bernard a effectué une œuvre picturale collective plutôt que de nettoyer de manière classique les murs de la rue. On assiste dorénavant à un phénomène qui se répète régulièrement, les murs sont devenus des lieux d'expression publique.
De nombreux artistes graffeurs ont participé à la réalisation de ces différentes fresques dont : Dinho Bento, Panks, Snake, Miadana et Empty boy.

Fresque et graffiti de la rue Gramat.
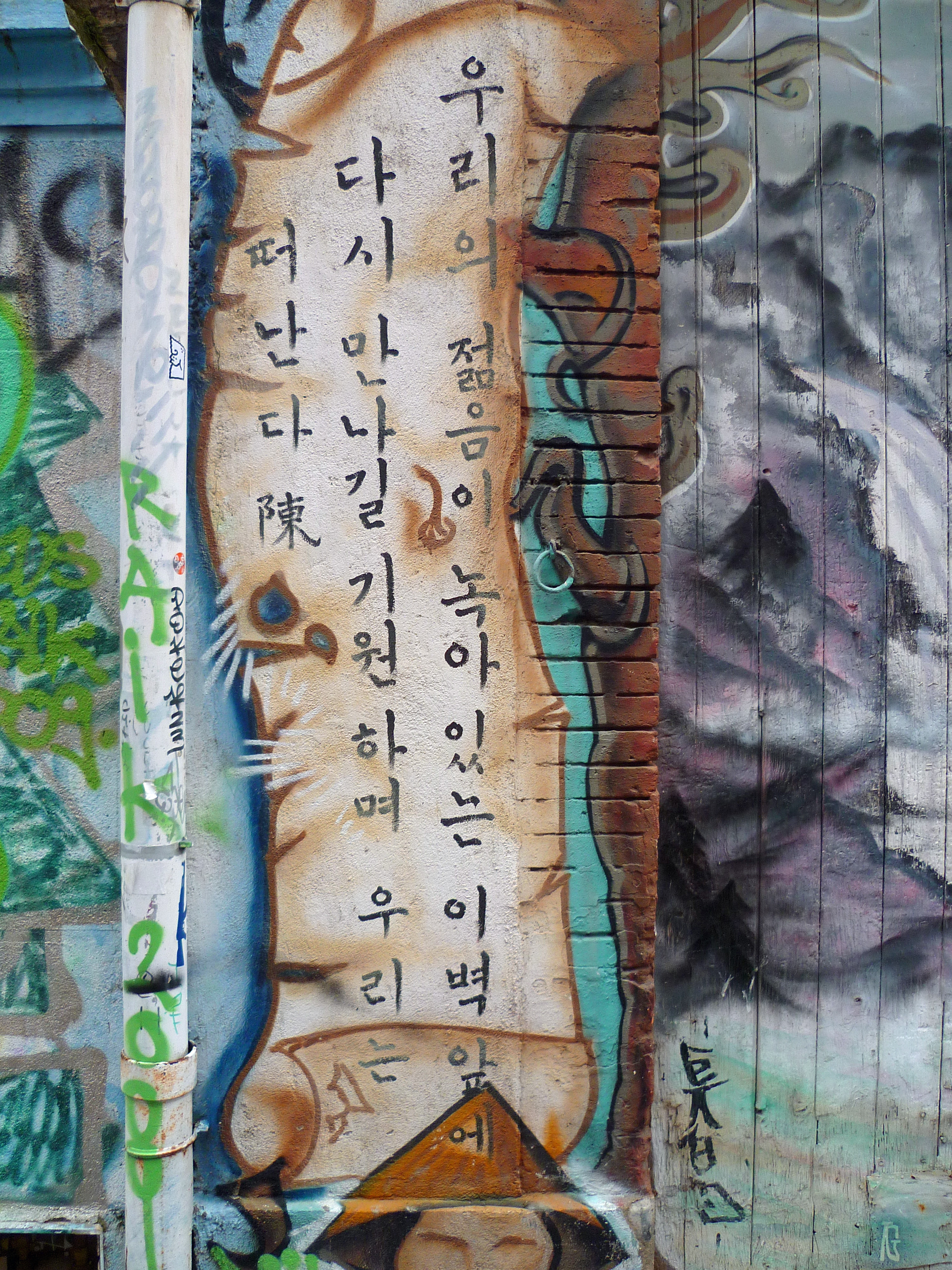
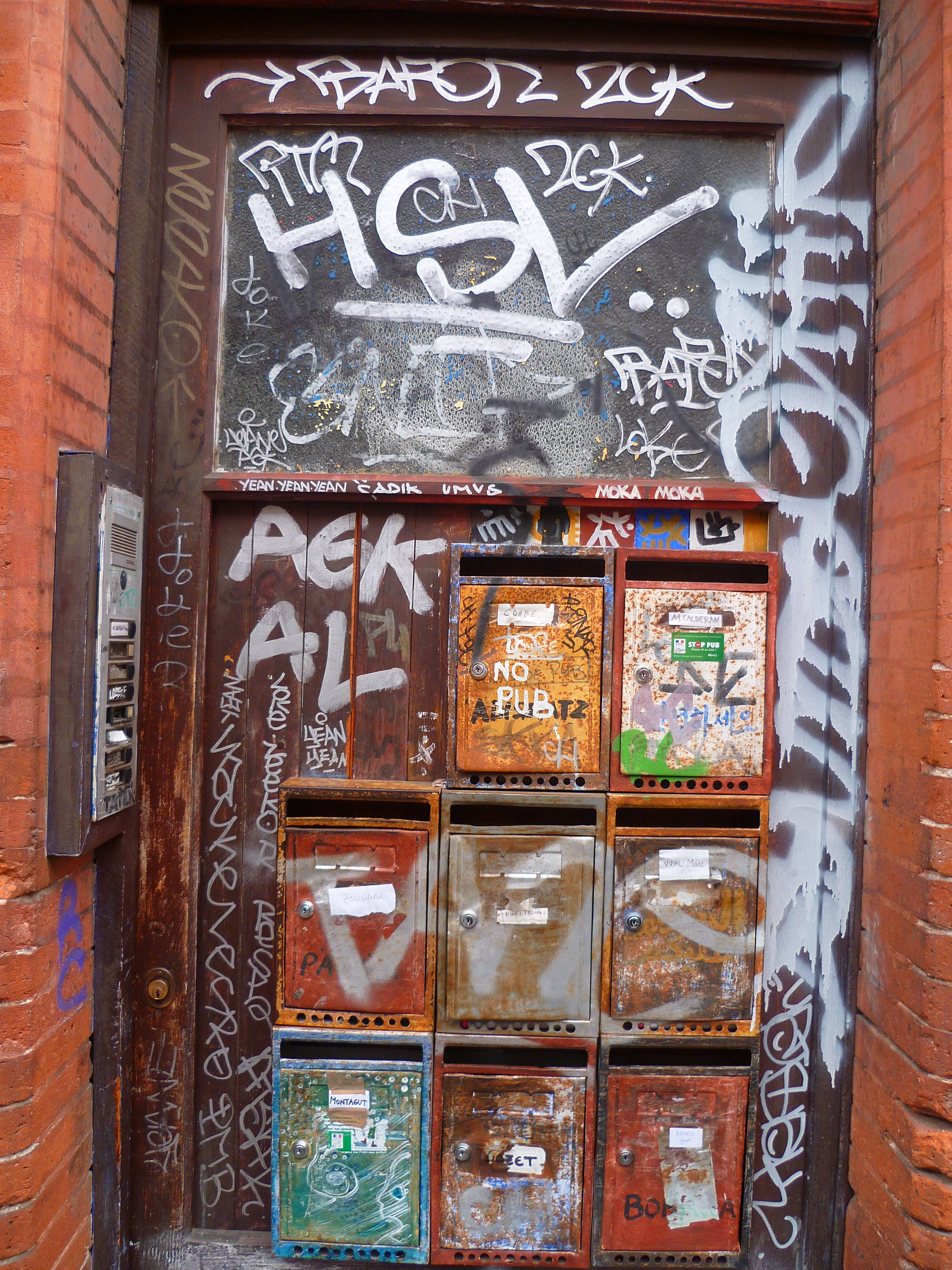